# مهناز عبدالکریمی
مهناز عبدالکریمی تیرانداز زن ایرانی و اولین داور بین‌المللی ایرانی تیراندازی با کمان است.
ملیکا عبدالکریمی برادرزادهٔ اوست.